# التجمع الوطني للديمقراطية في تشاد
التجمع الوطني للديمقراطية في تشاد (بالفرنسية: Rassemblement national pour la démocratie au Tchad - le Réveil)‏ هو حزب سياسي في تشاد. ويعتبر حزبًا معارضًا معتدلاً متحالفًا مع حركة الإنقاذ الوطني  ويشارك في الحكومة.
وفي الانتخابات النيابية التي أجريت في 21 أبريل 2002، فاز الحزب بمقعد واحد من أصل 155 مقعدًا.  في الانتخابات الرئاسية في مايو 2006، فاز مرشحه، ألبرت باهيمي باداكي، بنسبة 7.82٪ من الأصوات. 